# Turistajelzések Magyarországon
A Magyarországon használatos turistajelzés-rendszert 1930-ban dolgozták ki.

## Fő jellemzői
- A jelzést a színe és jelzéskódja alapján lehet azonosítani.
- A turistatérképeken a turistautakat kétféleképpen ábrázolhatják:
  - Folyamatos piros vonallal, ami mellett a K, P, S, Z (azaz kék, piros, sárga, zöld) betűk egyike jelzi a színét. (Ez az elterjedtebb jelölés.)
  - Színes vonallal.
- A térképeken az út színjelzését és jelzéskódját piros betűvel az útvonal mellé írják (például Z- vagy SO).
- A természetben a jelzéseket jól látható tereptárgyakra (fa, kerítés, kő) festik fel, ott a színjelzést – a térképpel ellentétben – a felfestés színe mutatja.

## Szabványos jelölések

### Színjelzések
|  | Kék   |
|  | Piros |
|  | Sárga |
|  | Zöld  |

### Jelzéskódok
|  | Sáv jelzés (-) a fontosabb kiindulási pontoktól (pl. vasút, villamos, hajó és autóbusz állomásoktól, ill. megállóhelyektől) más hasonlóan fontos pontokig terjedő és a hegységeken (tájegységeken) keresztül vezető turistautak jelzésére szolgál. Ezek közül: - a kék sávjelzést az országos jelentőségű, több tájegységen és legalább egy hegységen átvezető utak jelzésére (Országos Kéktúra, Kohász Kék, Bükki Kék, Börzsönyi Kék, Balaton-felvidéki Kéktúra, Alföldi Kéktúra), - a piros sávjelzést legalább egy hegységen átvezető utak jelzésére (pl. Közép-dunántúli Pirostúra, Dél-dunántúli Pirostúra, Rákóczi-túra), - a sárga és a zöld sávjelzést pedig (az ún. Északi Zöldtúra kivételével) az előbbieken kívül, helyi jelentőségű, hegységi vándorutak jelzésére alkalmazzák (pl. a bükki Jubileumi Körtúra, Mecseki Zöldtúra). |
|  | Kereszt jelzés (+) olyan átkötő vagy összekötő (ill. rövidítő) utat jelez, amely általában sávjelzéstől sávjelzésig vezet (pl. Márianosztra - Nagyirtás - Kisirtás P+). Ezt a fajta jelzést valamely sávjelzésből kiágazó és valamilyen fontosabb ponthoz (pl. állomáshoz vagy megállóhelyhez) vezető útjelzésére is alkalmazhatják (pl. Kóspallag - Szokolya, kisvasút v. m. K+). |
|  | Négyzet jelzés (□) általában a sávjelzésekből kiinduló és szálláshelyre, lakott településre vezető, ill. az azoktól jövő utakat jelöli (pl. Nagybörzsöny - Nagy-hideg-hegy th. K□). Ezt a fajta jelzést is alkalmazzák valamely sávjelzésből kiágazó és valamilyen fontosabb ponthoz (pl.állomáshoz vagy megállóhelyhez) vezető útjelzésére is (Ha a leágazás 2 km-nél hosszabb, ezt szöveges táblával jelölni kell.) (pl. Bükk-tető, S - Nagybarca S□). |
|  | Kör jelzés (O) forrásokhoz (kutakhoz, ill. egyéb ivóvízvételi helyhez) vezető, ill. az azoktól jövő rövid (legfeljebb 2 km) utakat jelöl. Ez a jelzés is többnyire más, azonos színű jelzésből indul ki. (pl. Mátrafüred, Kalló-völgy - Rákóczi-forrás PO). |
|  | Háromszög jelzéssel (Δ) a hegytetőkre (csúcsokra), kilátópontokhoz (kilátótornyokhoz) vezető utakat jelölik. (Ha a leágazás 2 km-nél hosszabb, ezt szöveges táblával jelölni kell.) Ez a jelzés is rendszerint más jelzésből indul ki (pl. Dömös, Szentfa kápolna - Vadálló-kövek - Prédikálószék - Király-kút PΔ). |
|  | L alakú jelzés (L) a romokhoz, műemlékekhez, földvársáncokhoz vezető, ill. az azoktól jövő rövid (legfeljebb 2 km) utakat jelzi. Ez a jelzés is rendszerint más, azonos színű jelzésből indul ki (pl. Drégelyvárnál PL, ill. Bükkszentlászló - Nagy-sánc SL). |
|  | Omega jelzéssel (Ω) a barlangokhoz vezető rövid (legfeljebb 2 km) utakat jelölik. Ez a jelzés is többnyire más, azonos színű jelzésből indul ki (pl. Nagymaros, Szent-Mihály-hegy S - Remete-barlang SΩ). |
|  | Körséta jelzéssel rövidebb kirándulásokra alkalmas, a kiindulópontba (pl. parkolóhely) jelzésváltás nélkül visszavezető útvonalakat jelölik (pl. Dobogókő környékén P ill. K körséta jelzések). |

Terepen a kör, háromszög és négyzet jelzések egyaránt lehetnek üresek (lásd a fenti képen) vagy kitöltöttek - bár már jó pár éve a kitöltött jelzések a hivatalosak, az üresek lassan kuriózumok
A négyzet, a kör, az omega, és az L jelzéseket leágazó jelzéseknek nevezzük, közülük általában csak a négyzet jelzéseknél fordul elő a 2 km-nél hosszabb útvonal, melyet a leágazásnál jelezni is kell.
A négyféle színt és a nyolcféle jelzésalakot figyelembe véve összesen 32-féle jelzés lehetséges.
Az egyik legfőbb szervező elv, hogy a színek (és alakzatok) az útvonalak megkülönböztetését segítsék elő. Két azonos jelzésű út ne találkozzon, egy jelzés lehetőleg ne ágazzon el (ezért lett átfestve K+-re a Kohász Kéktúra egy része Upponynál (mivel közös útvonalon halad az Országos Kéktúrával, amit a sáv jelöl), vagy a Kék Kör egy része sáv helyett kereszt Sátoraljaújhelynél).
A túramozgalmi igazolóhelyhez vezető leágazásokhoz „pecsét” jelet szoktak festeni.
A fő jelzésekhez sorolandó új jelzések a következők: „függőleges kettős sáv” (MSSZ) és „kerékpáros” (KEF).

### Út kezdetének és végének jelzése
A turistaút(jelzés) végét az utolsó jelzés alapjának alsó sarkában egy ponttal jelölik. Ez lehet nyíl
is, mint indító jelzés, ilyenkor a pont mindig a nyílheggyel ellentétes oldalon van (az utak többsége
kétirányú, így a vége egyben eleje is természetesen, a lényeg hogy az úton járó, vagy az oda érkező
megláthassa, hogy itt indul ill. itt ér véget a jelzés).
Ha egy jelzés egy másikba beletorkollik vagy „zsákutcaként” véget ér, ez egyértelművé teszi a túrázónak, hogy a folytatást ne keresse, a jelzés tovább nem vezet. Nagy jelentősége pl. a sziklás kilátópontokra vezető kitérőknél van.

### A jelzések méretei
A jelzések szembetűnőbbé tétele céljából a színes ábrákat fehér, fekvő téglalap alakú alapra festik. A fehér alap mérete 12x10 cm. Szükség esetén a rendesnél nagyobb jelzéseket is alkalmaznak, amelyeknek fehér alapja 13x18, 18x24 cm méretű. Az ezen belül alkalmazandó jelzések méretei is ennek megfelelően nagyobbodnak. Ilyen nagy méretű jelzések alkalmazandók olyan helyeken, ahol a jelzések csak egymástól nagyobb távolságra helyezhetők el (pl. tisztásokon, réteken, mezőn, legelőkön, tarvágásokon és ritkás ligeteken átvezető utak mentén).

### A jelzések elhelyezése

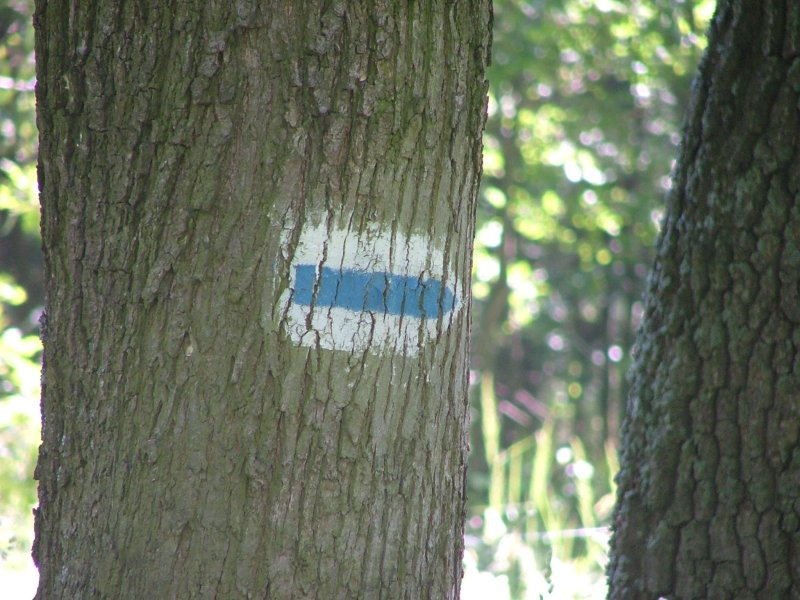
A kék jelzés felfestése fára

Mivel az útjelzések nem a gyakorlott túravezetőknek, hanem minden természetkedvelő részére készülnek, a jelzések elhelyezésél fő szempont volt, hogy bárki biztosan elérje úticélját.
Alapvető szabály, hogy a jelzések mindkét haladási irányból jól láthatók legyenek. E követelmény elérése céljából a jelzéseket - a lehetőséghez képest - nem az utakkal párhuzamosan, hanem általában (lejtőkön mindig) azokra hozzávetőlegesen merőlegesen (45-80°) szokták a rendelkezésre álló tereptárgyakra (fák, sziklák, oszlopok stb.) elhelyezni, mégpedig a tárgyak mindkét haladási irányba eső oldalán, de nem feltétlenül mindig ugyanannak a tereptárgynak két oldalán. A jelzéseket lehetőleg 20 cm vagy annál nagyobb átmérőjű, sima kérgű (bükk, gyertyán, fenyő), nem mohás, gombás, hanem egészséges, élő (!) fákon helyezik el, mégpedig általában valamivel a szemmagasság fölött, a járásszinthez képest kb. 1,8 - 2,2 m magasságban. Az átlagosnál jóval magasabban szokták a jelzéseket elhelyezni olyan helyeken, ahol a szándékos rongálással lehet számolni, valamint ahol az egymástól nagyobb távolságra elhelyezett jelzések könnyebb felismerhetőségét kell ilyen módon biztosítani.
Fátlan utak mentén a jelzéseket a távbeszélő-, villanyoszlopokon, ill. azok beton lábazatán, út menti köveken vagy sima felületű sziklákon helyezik el.
Olyan esetben, amikor a jelzés kellő sűrűségét megfelelő tereptárgyak hiányában nem lehet biztosítani (pl. réteken, mezőkön stb.) póznás jelzéseket alkalmaznak. Erre a célra kb. 3 m hosszú póznákat ástak a talajba 50 cm mélyen. A póznák végére az erőszakos elfordítás vagy kihúzás megakadályozására keresztfát vagy keresztlécet erősítettek.

### A jelzések sűrűsége
A turistautak általában mindig valamilyen fontosabb közlekedési ponttól (pl. vasút, villamos, hajó, autóbusz állomástól, illetve megállóhelytől) indulnak, vagy pedig más jelzett utakból ágaznak ki. Az útjelzés mindkét esetben egy indító jelzéssel kezdődik.
Az útvonal irányában 10 méteren belül található a második jelzés, amit behívó jelzésnek neveznek. Egy másik jelzést is elhelyeznek egy kissé messzebb a helyes útvonalon arra az esetre, ha a behívó jelzés megsemmisülne. Ezt a jelet megerősítő jelzésnek hívják. A hosszú, kereszteződés nélküli útvonalakra biztató jelzéseket helyeznek el.
Ilyen indító-behívó-megerősítő-biztató jelzéscsoportot szoktak alkalmazni turistautak kereszteződésében is. Az indító jelzés és az első biztató jelzés közötti távolság nem több 250 méternél.

#### Elfordulások jelzése
|  | Elfordulás normál (-) jelzésnél |
|  | Alternatíva az előzőre          |
|  | Elfordulás jelzése + jelnél     |

A turistautak hajlásánál, törésénél a kanyar, illetve a törés külső, messzebbről jobban látható oldalát legalább két vagy három jelzéssel, illetve a követendő irányt jelző, ék alakú fehér alapú jelzéssel vagy kiegészítő nyíllal hangsúlyozzák.
Útelágazásoknál alkalmazandó jelzések tekintetében különbséget kell tenni az egyszerűbb és bonyolultabb útelágazások között.
- Egyszerűbb útelágazásoknál (ún. útvilláknál), illetve olyan helyeken, ahol kétség merülhet fel az iránt, hogy az utat melyik irányban kell folytatni - de a turistaút azonos minőségű marad (pl. kiágazó kitaposott utak, vadcsapások stb. esetén) - az elágazás előtt és azt követően magán az úton 10-20 lépésnyire feltétlenül látható helyen figyelmeztetőjelzéseket kell elhelyezni.
- Bonyolultabb útelágazásoknál, ahol nem két, hanem több irányban is lehetséges az utat folytatni, vagy ha a turistaút hirtelen éles szögben törik, illetve ha az út egy aránylag jó útról egy rosszabb minőségű útra tér, ún. „kaput” kell készíteni. Ez annyit jelent, hogy az új iránynak megfelelő út bejáratánál az úttól jobbra és balra, egy-egy jelzést kell elhelyezni. Ezenkívül a kapu után, kb. 10-20 lépésnyire, a kapuból már jól látható helyen irányjelző behívó jelzést kell alkalmazni. Így a kapu a behívó jelzéssel együtt félreérthetetlenül jelzi a követendő utat.

### Nem gyalogos turistajelzések
- Síutak jelzése: két függőleges, párhuzamos vonal (korábban X).
- Kerékpáros jelzések: kék, piros, sárga zöld kerékpár piktogram.
- IVV túrák: Internationaler Volkssportverband (Nemzetközi Népi Sportszövetség).

## Nem hivatalos turistajelzések

### Mária-út
Mária-út – Áthúzott szárú „m” jelzés, Mariazelltől Csíksomlyóig vezető vallási jellegű turistaút jelölése. Az út számos Mária-kegyhelyet érint.

### Gyöngyök Útja
Jelzés: Köralakban elhelyezett 10 sárga pötty – A Gyöngyök Útja zarándokút Mátraverebély-Szentkút és Mariazell között, illetőleg Budapest és Mátraverebély-Szentkút között. A Gyöngyök Útja jelzése az új fogalmak szerint rácsatlakozó jelzésnek számít, ami azt jelenti, hogy amennyiben más turistajelzés mentén halad (azaz más jelzéssel fonódik), ritkábban van felfestve és a jelzés egyenes haladás esetén felfelé mutató nyíl formájában rámutat arra az alapjelzésre, amit követni kell. Ahol a gyöngyjel önállóan halad, ott normál turistajelként funkcionál.

### Egyéb jelzések
- Tanösvények jelzései: kék, piros, sárga, zöld átlós vonal, T jel ill. egyéb, a tanösvény jellegéhez illeszkedő szimbólum (pl. sas, béka, gyík).
  - T (zöld T) – például a gyadai tanösvényen.

## Egyéb erdei jelzések

### Erdészeti jelzések
- Színes pontokkal jelölik gyérítéskor a kivágandó fákat;
- Körben csík található egy erdőrész sarkán, szélének töréspontján álló fákon;
- TV betűk találhatók a természetvédelmi övezet határán.